# Altopontonia
Altopontonia is een geslacht van kreeftachtigen uit de klasse van de Malacostraca (hogere kreeftachtigen).

## Soort
- Altopontonia disparostris Bruce, 1990